# Michelle Tong Mam
Michelle Fidele Tong Mam (ur. 8 sierpnia 1984) – kameruńska zapaśniczka walczącq w stylu wolnym. Piąta na igrzyskach afrykańskich w 2003. Brązowa medalistka mistrzostw Afryki w 2009 i piąta w 2010  roku.